# Mimomyia
Mimomyia is een muggengeslacht uit de familie van de steekmuggen (Culicidae).

## Soorten
- M. aurata (Doucet, 1951)
- M. aurea (Leicester, 1908)
- M. bernardi (Doucet, 1950)
- M. beytouti (Doucet, 1951)
- M. bougainvillensis (Belkin, 1962)
- M. brygooi Grjebine, 1986
- M. collessi Grjebine, 1986
- M. chamberlaini Ludlow, 1904
- M. deguzmanae (Mattingly, 1957)
- M. elegans (Taylor, 1914)
- M. femorata (Edwards, 1936)
- M. flavens (King & Hoogstraal, 1946)
- M. flavopicta (Edwards, 1936)
- M. fusca (Leicester, 1908)
- M. grjebinei (Brunhes, 1977)
- M. gurneyi (Belkin, 1962)
- M. hispida (Theobald, 1910)
- M. hybrida (Leicester, 1908)
- M. intermedia (Barraud, 1929)
- M. jeansottei (Doucet, 1950)
- M. kiriromi (Klein, 1969)
- M. lacustris (Edwards, 1935)
- M. levicastilloi Grjebine, 1986
- M. longicornis Grjebine, 1986
- M. luzonensis (Ludlow, 1905)
- M. marksae Grjebine, 1986
- M. martinei (Doucet, 1951)

- M. mattinglyi Grjebine, 1986
- M. mediolineata (Theobald, 1904)
- M. milloti Grjebine, 1986
- M. mimomyiaformis (Newstead, 1907)
- M. modesta (King & Hoogstraal, 1946)
- M. mogii Miyagi, Toma & Higa, 2004
- M. pallida Edwards, 1925
- M. parenti (de Meillon & Lavoipierre, 1944)
- M. perplexens (Edwards, 1932)
- M. plumosa (Theobald, 1901)
- M. ramalai Grjebine, 1986
- M. roubaudi (Doucet, 1950)
- M. solomonis (Belkin, 1962)
- M. spinosa (Doucet, 1951)
- M. splendens Theobald, 1903
- M. stellata Grjebine, 1986
- M. vansomerenae Grjebine, 1986
- M. xanthozona (van Someren, 1948)